# 高草郡
- 令制国一覧 > 山陰道 > 因幡国 > 高草郡
- 日本 > 中国地方 > 鳥取県 > 高草郡

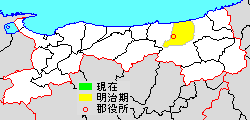
鳥取県高草郡の位置

高草郡（たかくさぐん）は、鳥取県（因幡国）にあった郡である。

## 郡域
1879年（明治12年）に行政区画として発足した当時の郡域は、鳥取市の一部（気高町各町・鹿野町各町・青谷町各町・河原町各町・用瀬町各町・佐治町各町を除く千代川以西、江津・秋里および松並町の一部）にあたる。

## 古代
当郡一帯は大化の改新以前より、因幡国の有力な在地首長一族であった因幡国造氏の本拠地が置かれていた。『延喜式』神名帳には郡内の神社7座が記載され、薬師寺、国隆寺などの寺院も存在していた。また、天平勝宝8歳（756年）には東大寺領高庭荘が成立、地元の豪族である国造難磐の協力を得て、開墾が進められた。
延暦3年（784年）に成立したとされる『伊福部臣古志』によれば、646年に伊福部都牟自が「水依評」の督に任ぜられたとあり、658年には「始壊水依評、作高草郡」と記されている。一説に水依評が高草郡となったとも言われるが、『新編鳥取市史』などでは水依評は法美郡・邑美郡に分割され、次いで高草郡が成立したとする説を採っている。また、『国府町誌』によれば、郡の成立年代については、意図的に縁起の良い年を選んでおり、史実かどうか疑わしいという。
郡家は古海郷に所在していたとされ、山陰道の敷見（しくみ）駅が設けられていた。

### 郷
『和名類聚抄』に記される郡内の郷。
- 神戸（かんべ）郷
- 倭文（しとり）郷
- 味野郷
- 古海郷
- 能美（のみ）郷
- 布勢郷
- 野坂郷
- 刑部（おさかべ）郷

### 式内社
『延喜式』神名帳に記される郡内の式内社。
| 神名帳               | 神名帳          | 神名帳 | 神名帳 | 比定社               | 比定社                        | 比定社 | 集成 |
| 社名                 | 読み            | 格     | 付記   | 社名                 | 所在地                        | 備考   | 集成 |
| -------------------- | --------------- | ------ | ------ | -------------------- | ----------------------------- | ------ | ---- |
| 高草郡 7座（並小）   |                 |        |        |                      |                               |        |      |
| 伊和神社             | イワノ          | 小     |        | 伊和神社             | 鳥取県鳥取市岩吉249           |        |      |
| 倭文神社             | シトリノ        | 小     |        | 倭文神社             | 鳥取県鳥取市倭文字家ノ上548-1 |        |      |
| 天穂日命神社         | アメノホヒノ-   | 小     |        | 天穂日命神社         | 鳥取県鳥取市福井字宮ノ谷361   |        |      |
| 天日名鳥命神社       | アマヒナトリノ- | 小     |        | 天日名鳥命神社       | 鳥取県鳥取市大畑字森崎874     |        |      |
| 阿太賀都建御熊命神社 | -ミクマノ-      | 小     |        | 阿太賀都健御熊命神社 | 鳥取県鳥取市御熊612           |        |      |
| 大和佐美命神社       | オホワサミノ-   | 小     |        | 大和佐美命神社       | 鳥取県鳥取市上砂見字縄手674   |        |      |
| 大野見宿祢命神社     | オホノミノ-     | 小     |        | 大野見宿禰命神社     | 鳥取県鳥取市徳尾80            |        |      |
| 凡例を表示           |                 |        |        |                      |                               |        |      |

## 中世以降
郡域の変遷の詳細は不明であるが、慶長10年（1605年）成立の『気多郡高草郡郷帳』には、本来八上郡に所属しているはずの5つの村が記載されているほか、内海村、沢見村（そうみむら）が気多郡に所属していると記されている。

### 近代以降の沿革
- 明治初年時点で、概ね全域が因幡鳥取藩領であった。「旧高旧領取調帳」に記載されている村は以下の通り。●は村内に寺社領が存在。（81村）

上砂見村、中砂見村、下砂見村、赤子田村、●長谷村、●倭文村、猪子村、玉津村、横枕村、竹生村、上味野村、下味野村、朝月村、野寺村、服部村、●菖蒲村、本高村、宮谷村、北村、今在家村、篠坂村、中村、下段村、上段村、大森村、荒神谷村、高路村、●古海村、徳尾村、徳吉村、鴈津村、●安長村、岩室村、秋里村、江津村、●賀露村、晩稲村、南隈村、三津村、湖山村、倉見村、足山村、吉山村、甲山村、畠崎村、●布勢村、三谷村、高住村、良田村、三山口村、島村、大満村、桷間村、野坂村、大塚村、尾崎村、上原村、●松上村、槙原村、岩坪村、河内村、細見村、矢矯村、双六原村、妙徳寺村、湯村、湯谷村、六段田村、松原村、長柄村、福谷村、瀬田蔵村、洞谷村、大畑村、大谷村、岩本村、福井村、伏野村、●内海村、内海中村、御熊村、小沢見村
- 明治4年7月14日（1871年8月29日） - 廃藩置県により鳥取県の管轄となる。
- 明治2年（1869年） - 下味野村の枝郷が分立して朝月村となる。（82村）
- 明治5年（1872年）3月 - 邑美郡向国安村・源太村の所属郡が本郡に変更[2]。（84村）
- 明治7年（1874年）12月3日 - 湯村が改称して吉岡村となる[2]。
- 明治9年（1876年）8月21日 - 第2次府県統合により島根県の管轄となる。
- 明治10年（1877年）5月22日[2]（77村）
  - 大森村・荒神谷村が合併して有富村となる。
  - 甲山村・畠崎村が合併して里仁村となる。
  - 大満村・桷間村が合併して大桷村となる。
  - 倉見村・三谷村が合併して桂見村となる。
  - 大谷村・岩本村が合併して金沢村となる。
  - 湯谷村が吉岡村に、福谷村が大畑村にそれぞれ合併。
- 明治12年（1879年）1月12日 - 郡区町村編制法の島根県での施行により行政区画としての高草郡が発足。郡役所が吉岡村に設置（ただし当分は古海村に設置）[3]。
- 明治14年（1881年）
  - 7月29日 - 岩室村・吉山村が合併して岩吉村となる[2]。（76村）
  - 9月12日 - 鳥取県の管轄となる。
- 明治20年（1887年） - 鴈津村が安長村に合併。（75村）

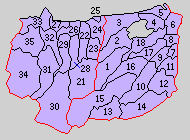
1.吉岡村 2.大郷村 3.末恒村 4.湖山村 5.賀露村 6.千代水村 7.蒲野部村 8.海徳村 9.東郷村 10.福富村 11.美穂村 12.大和村 13.岩坪村 14.砂見村 15.明治村 16.穏治村 17.豊実村 18.松保村（紫：鳥取市 21 - 35は気多郡）

- 明治22年（1889年）10月1日 - 町村制の施行により、以下の各村が発足。全域が現・鳥取市。（18村）
  - 吉岡村 ← 吉岡村、妙徳寺村、双六原村、矢矯村、洞谷村、瀬田蔵村、長柄村
  - 大郷村 ← 松原村、金沢村、六段田村、大畑村、福井村
  - 末恒村 ← 伏野村、三津村、内海村、小沢見村、内海中村、御熊村
  - 湖山村、賀露村（それぞれ単独村制）
  - 千代水村 ← 徳吉村、安長村、秋里村、江津村、晩稲村、南隈村
  - 蒲野部村 ← 菖蒲村、服部村、野寺村
  - 海徳村 ← 古海村、徳尾村
  - 東郷村 ← 本高村、北村、今在家村、篠坂村
  - 福富村 ← 中村、有富村、高路村
  - 美穂村 ← 下味野村、朝月村、上味野村、竹生村、向国安村、源太村
  - 大和村 ← 横枕村、玉津村、倭文村、長谷村、赤子田村、猪子村
  - 岩坪村（単独村制）
  - 砂見村 ← 下砂見村、中砂見村、上砂見村
  - 明治村 ← 松上村、槙原村、河内村
  - 穏治村 ← 上段村、尾崎村、上原村、細見村
  - 豊実村 ← 野坂村、大桷村、島村、宮谷村、下段村、大塚村
  - 松保村 ← 三山口村、良田村、高住村、桂見村、布勢村、足山村、岩吉村、里仁村
- 明治29年（1896年）4月1日 - 郡制の施行により、高草郡・気多郡の区域をもって気高郡が発足。同日高草郡廃止。

## 行政
郡役所
- 明治5年（1872年） - 高草郡役所を古海村に設置[4]。
- 明治13年（1880年）11月20日 - 甲第192号布達により、気多郡役所を高草郡役所に統合して吉岡村に設置[3]。

島根県高草郡長、高草気多郡長
| 代         | 氏名     | 就任年月日                | 退任年月日                 | 出身   | 備考                                                      |
| ---------- | -------- | ------------------------- | -------------------------- | ------ | --------------------------------------------------------- |
| 1          | 梶川正温 | 明治12年（1879年）1月10日 | 明治14年（1881年）11月25日 | 鳥取市 | 明治13年11月から高草気多郡長 鳥取県に移管後も引き続き就任 |
| 参考文献 - |          |                           |                            |        |                                                           |

鳥取県高草気多郡長
| 代            | 氏名       | 就任年月日                 | 退任年月日                 | 出身   | 前任                 | 転任                   |
| ------------- | ---------- | -------------------------- | -------------------------- | ------ | -------------------- | ---------------------- |
| 1             | 梶川正温   | 明治14年（1881年）11月26日 | 明治19年（1886年）4月24日  | 鳥取市 | 島根県高草・気多郡長 | 河村・久米・八橋郡長   |
| 2             | 岡本偉佐男 | 明治19年（1886年）4月24日  | 明治22年（1889年）12月11日 | 熊本県 | 二等属 鳥取中学校長  | 河村・久米・八橋郡長   |
| ‐             | 藤井克也   | 明治22年（1889年）12月11日 | 明治23年（1890年）12月18日 | ‐      | （郡長代理、郡書紀） | （郡長代理、郡書紀）   |
| 3             | 伊王野冬雄 | 明治22年（1889年）12月18日 | 明治23年（1890年）11月6日  | 鳥取市 | 始審裁判所判事       | 汗入・会見郡長         |
| 4             | 岡本偉佐男 | 明治23年（1890年）11月6日  | 明治25年（1892年）1月17日  | 熊本県 | 河村・久米・八橋郡長 | 非職                   |
| 5             | 宮川武行   | 明治25年（1892年）1月17日  | 明治29年（1896年）2月28日  | 福岡県 | 県警部               | 汗入・会見郡長         |
| 6             | 稲村改良   | 明治29年（1896年）2月28日  | 明治29年（1896年）3月31日  | 茨城県 | 日野郡長             | 郡統合により、気高郡長 |
| 参考文献 - 、 |            |                            |                            |        |                      |                        |